# Tarakanyiv
Tarakanyiv (ukránul: Тараканів, lengyelül: Torokanów)  falu Ukrajna Rivnei területének Dubnói járásában. A 2001-es népszámlálás idején lakossága 1634 fő volt. A járási központ, Dubno mellett, attól nyugatra terül el.

## Története
A falu 16. század második felében Kosztyantin Vaszil Osztrogszkij rutén (ukrán) fejedelem birtoka volt. Később a Sobańskiak, majd a Potockiak birtoka volt. Lengyelország 1795-ös harmadik felosztásakor a falu az Orosz Birodalom része lett, annak nyugati határán helyezkedett el. Az Orosz Birodalom az 1800-as évek elején kezdte el egy erődrendszer kiépítését az osztrák–orosz határ védelmére. Dubno közelében, Tarakanyiv falunál az 1873-ban kezdték el a Új dubnói erőd építését, amit 1890-ben fejeztek be. Az első világháború elején, 1915-ben az orosz csapatok feladták az erődöt, amelyet 1916-ban, a Bruszilov-offenzíva idején visszafoglaltak az osztrák–magyar csapatoktól. A háború után a terület lengyel fennhatóság alá került, a lengyel hadsereg az 1920-as lengyel–szovjet háború idején is tartotta az erődöt.

## Látnivalók
- Tarakanyivi erőd
- Olekszandrivka természeti örökségvédelmi terület